# Albertville (Alabama)
Albertville is een plaats (city) in de Amerikaanse staat Alabama, en valt bestuurlijk gezien onder Marshall County.

## Demografie
Bij de volkstelling in 2000 werd het aantal inwoners vastgesteld op 17.247.
In 2006 is het aantal inwoners door het United States Census Bureau geschat op 19.205, een stijging van 1958 (11,4%).

## Geografie
Volgens het United States Census Bureau beslaat de plaats een oppervlakte van
67,5 km², waarvan 67,2 km² land en 0,3 km² water. Albertville ligt op ongeveer 334 m boven zeeniveau.

## Plaatsen in de nabije omgeving
De onderstaande figuur toont de plaatsen in een straal van 24 km rond Albertville.